# ゴムタケ
ゴムタケ（護謨茸、学名: Bulgaria inquinans）は、ファキディウム科（ファキジウム科）ゴムタケ属に属するコマ状の小型から中型のキノコ（菌類）。1属1種のキノコ。食用キノコの一つ。

## 分布・生態
日本各地、東アジア、ヨーロッパ、北米など、北半球の温帯に広く分布する。
木材腐朽菌（腐生菌、腐生性）。初夏から秋にかけて、里山など雑木林のナラ・クヌギ類のブナ科樹種の新しい朽倒木や枯木に散生または群生する。原木シイタケ栽培では、植菌後の梅雨時期のほだ木からよく生える。

## 形態
子実体（子囊板）は洋コマ形でオオゴムタケ（Trichaleurina tenuispora）よりも小さく、杯状で上面が凹む。径は20 - 40ミリメートル (mm) 、高さ1 - 2 cm。はじめ球形または倒卵形で、成長に伴い浅い漏斗形から扁平に開き、成熟すると逆円錐形の臼状になる。上面の子実層は黒褐色から黒色を帯び、表層に子囊が作られる。キノコ側外面は褐色から暗褐色あるいは暗黄褐色で、微細な鱗皮状でざらついている。肉は全体的に寒天質を含んだゴム質。縦断面の構造は、組織の中にゼラチン層があり弾力があって、茶褐色のマーブル模様になり、ゼリー構造のオオゴムタケとは全く異なる。これは、胞子を作るグレバ構造が違うためで、子実体断面の模様に表れている。
側糸は糸状で、多数の隔壁を有し、径は1 - 2マイクロメートル (μm）、頂部は棍棒状に膨れる。
子囊胞子は大きさ12.5 - 16.5 × 6 - 8マイクロメートル (μm) の楕円形からレモン形、平滑、暗褐色。キノコの上面（子実層）から子囊胞子を放出する。

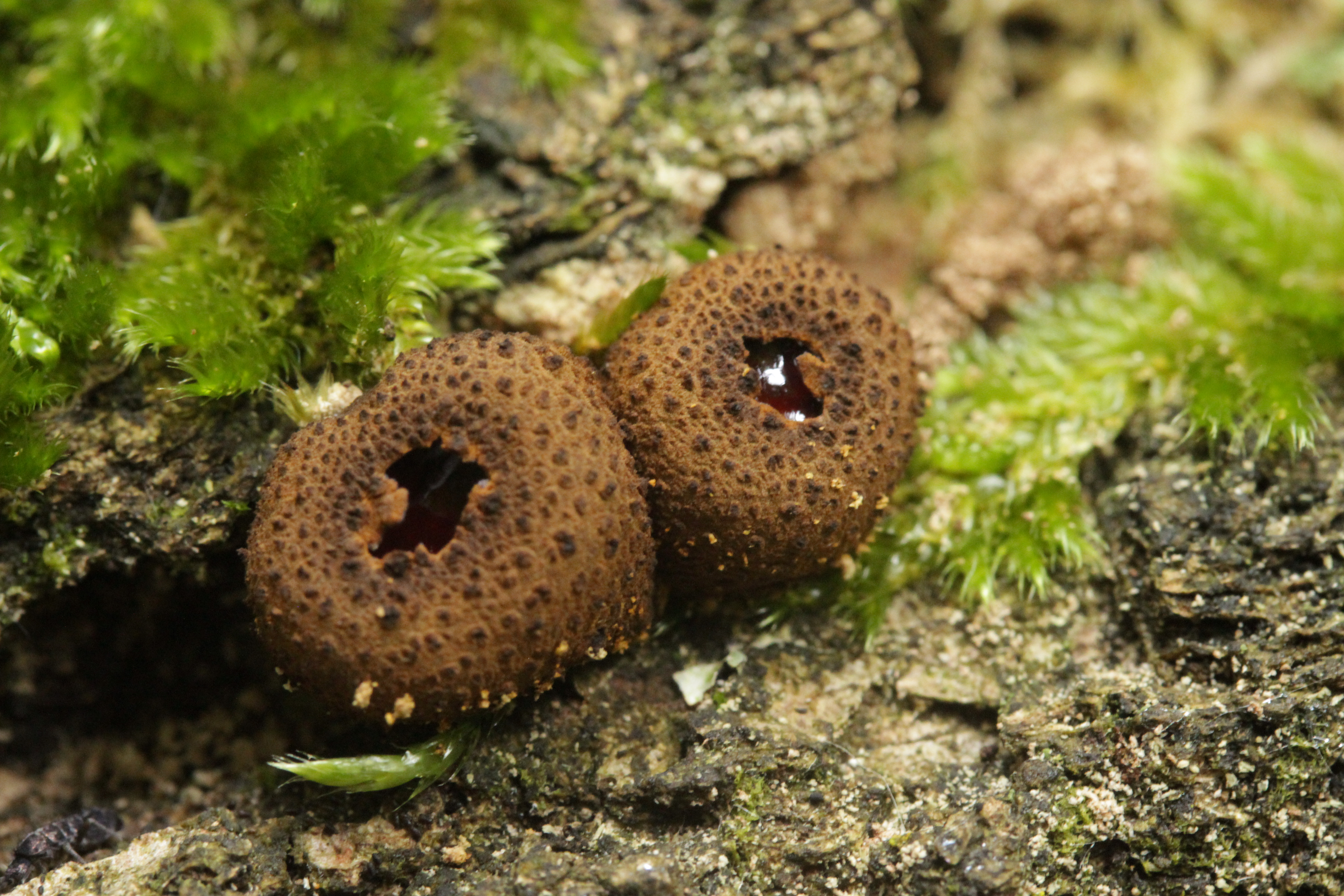
幼菌
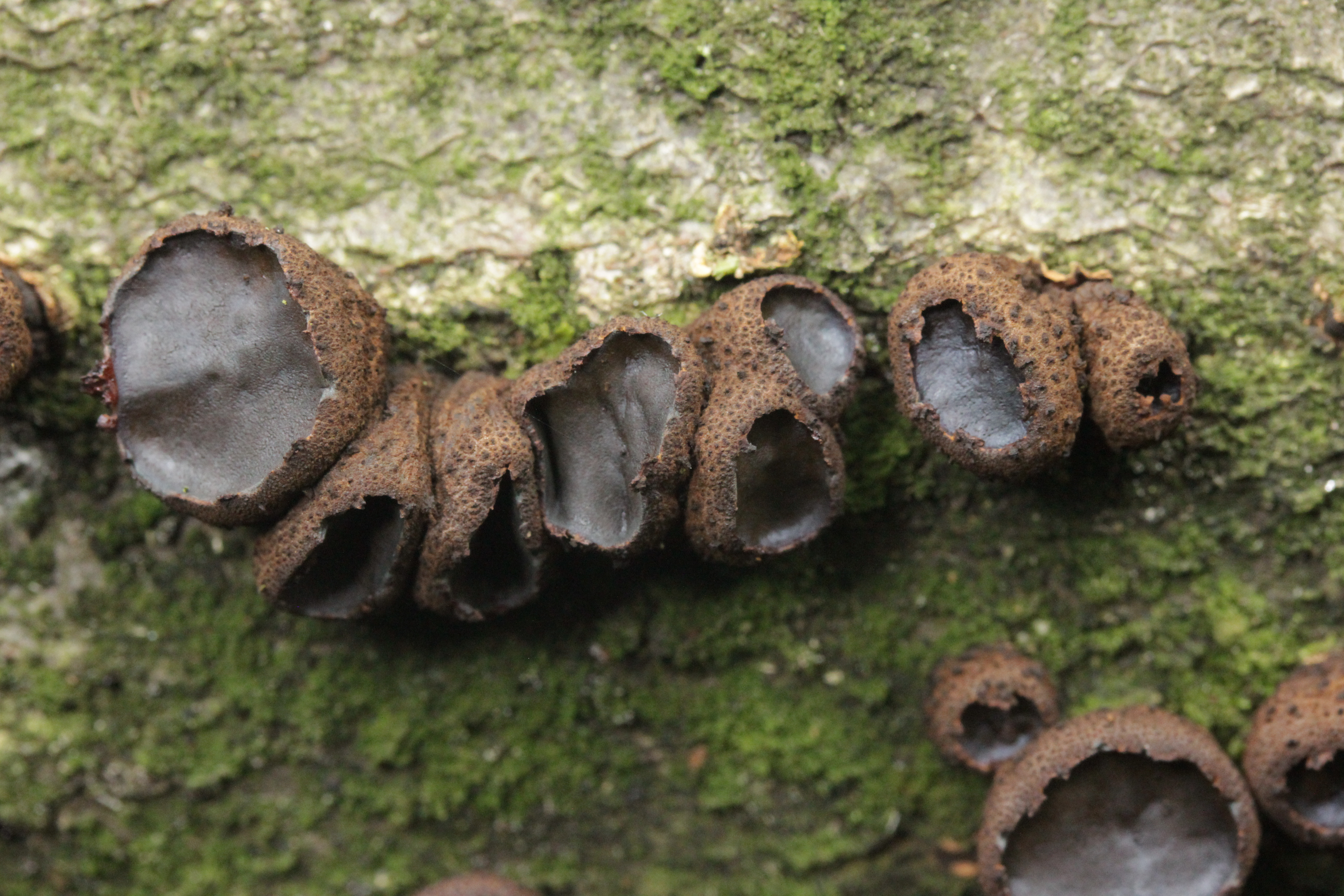
若いゴムタケ
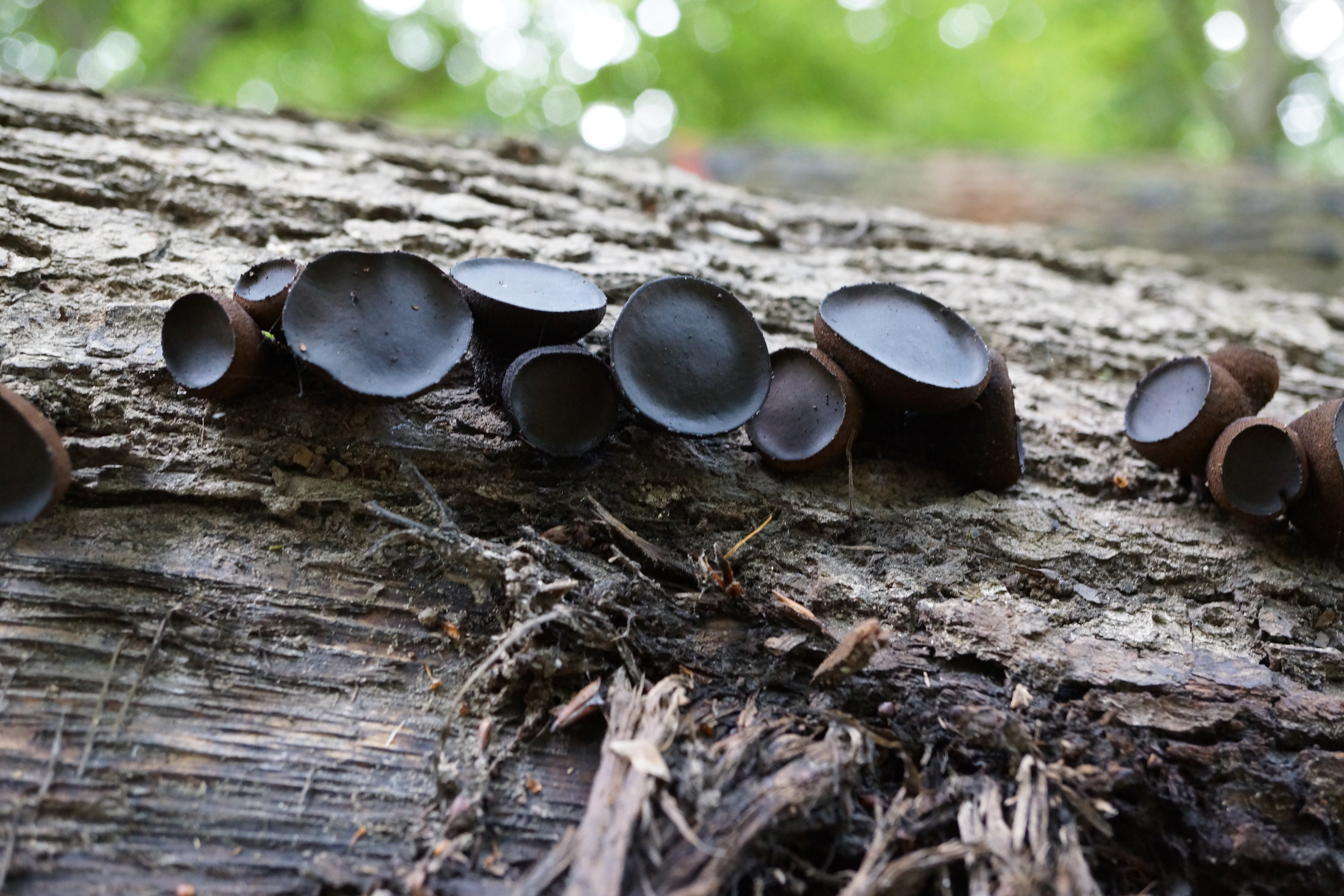
成菌の形は杯状
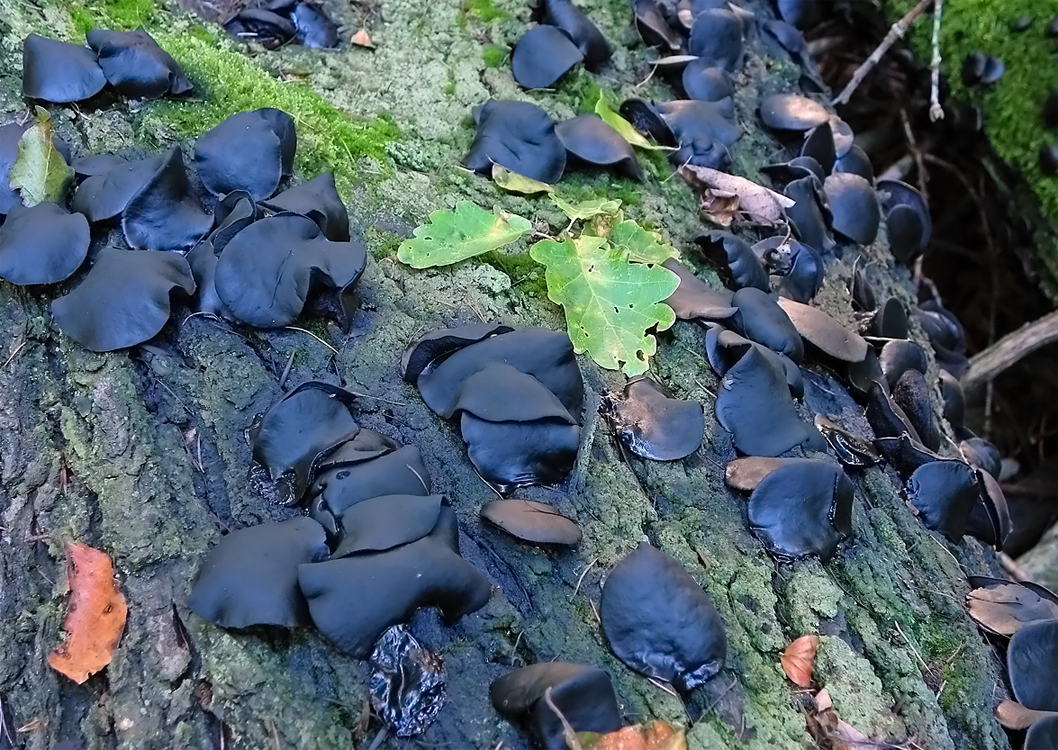
老成したゴムタケ

## 利用
食用になるキノコで、オオゴムタケと同じように食べられる。石突きを取って軽く湯がいてから冷水で冷まし、黒蜜ときな粉をかけてわらび餅風のデザートにする。肉は無味無臭。シロップをかけてコーヒーゼリー風にしても良い。外皮は薄いため剥かなくても食べられるが、取り除くと口あたりはよくなる。小さなキノコであるが、シイタケ栽培のナラ類の原木に群生するため収量は多くなる。
前述の通り、シイタケの原木栽培にとっては害菌扱いされることもあるが、植菌して数か月後の梅雨時期のころに、本菌がほだ木に生えてきたら「本伏せ」という作業を行う目安になるのだといわれる。